# Skorki Japonii
Skorki Japonii, dermapterofauna Japonii – ogół taksonów owadów z rzędu skorków (Dermaptera), których występowanie stwierdzono na terenie Japonii.
Według checklisty autorstwa Masaru Nishikawy, bazującej na publikacjach wydanych do 2006 roku, w Japonii stwierdzono 35 gatunków z 21 rodzajów i 7 rodzin skorków.

## Anisolabididae
Z Japonii wykazano:
- Anisolabella marginalis (Dohrn, 1864)
- Anisolabella ryukyuensis (Nishikawa, 1969)
- Anisolabis maritima (Bonelli, 1832) – w tym podgatunki:
  - Anisolabis maritima ishigakiensis Sakai & Kohno, 2000
  - Anisolabis maritima longiforceps (Sakai, 1996)
  - Anisolabis maritima piceus (Shiraki, 1905)
- Euborellia annulata (Fabricius, 1793)
- Euborellia annulipes (Lucas, 1847)
- Euborellia plebeja (Dohrn, 1863)
- Euborellia woodwardi (Burr, 1908)
- Mongolabis distincta (Nishikawa, 1969)

## Chelisochidae
Z Japonii wykazano:
- Proreus simulans (Stål, 1860)

## Diplatyidae
Z Japonii wykazano:
- Diplatys flavicollis Shiraki, 1907

## Kleszczankowate(Spongiphoridae)
Z Japonii wykazano:
- Chaetospania hexagonalis Nishikawa, 200X
- Labia minor (Linnaeus, 1758) – kleszczanka
- Nesogaster lewisi (Bormans, 1903)
- Paralabellula curvicauda (Motschulsky, 1863)
- Spongovostox sakaii Nishikawa, 2006

## Obcężnicowate(Labiduridae)
Z Japonii wykazano:
- Labidura riparia (Pallas, 1773) – obcążnica nadbrzeżna
- Nala lividipes (Dufour, 1829)
- Nala sp. – niezidentyfikowany gatunek wykazany przez Sawadę w 1955 roku

## Pygidicranidae
Z Japonii wykazano:
- Challia imamurai Nishikawa, 2006
- Parapsalis infernalis (Burr, 1913)

## Skorkowate(Forficulidae)
Z Japonii wykazano:
- Anechura harmandi (Burr, 1907)
- Anechura japonica (Bormans, 1880)
- Elaunon bipartitus (Kirby, 1891)
- Eparchus yezoensis (Matsumura et Shiraki 1905)
- Eparchus dux (Bormans, 1894)
- Forficula hiromasai Nishikawa, 1970
- Forficula mikado Burr 1904
- Forficula paratomis Steinmann, 1985
- Forficula planicollis Kirby, 1891
- Forficula scudderi Bormans, 1880
- Forficula vicaria Semenov, 1902
- Paratimomenus flavocapitatus (Shiraki, 1906)
- Timomenus aesculapius (Burr, 1905)
- Timomenus komarovi (Semenov, 1901)
- Timomenus lugens (Bormans, 1894)